# Kronstorf
Kronstorf is een gemeente in de Oostenrijkse deelstaat Opper-Oostenrijk, gelegen in het district Linz-Land (LL). De gemeente heeft ongeveer 3000 inwoners. Kronstorf heeft een museum, de Kronstorfer Brucknerzimmer, die gewijd is aan de componist Anton Bruckner. Bruckner woonde en werkte hier enige tijd.

## Geografie
Kronstorf heeft een oppervlakte van 21 km². Het ligt in het oosten van de deelstaat Opper-Oostenrijk, ten zuiden van de stad Linz.
Allhaming · Ansfelden · Asten · Eggendorf im Traunkreis · Enns · Hargelsberg · Hofkirchen im Traunkreis · Hörsching · Kematen an der Krems · Kirchberg-Thening · Kronstorf · Leonding · Neuhofen an der Krems · Niederneukirchen · Oftering · Pasching · Piberbach · Pucking · Sankt Florian · Sankt Marien · Traun · Wilhering
- Gemeinsame Normdatei: 4682086-3
- Virtual International Authority File: 171634036